# Liste der Landtagswahlkreise in Nordrhein-Westfalen 2010–2012

Landtagswahlkreise in NRW 2010–2012

Wahlkreise und Gewinner 2010 nach Erststimme

Wahlkreise und Gewinner 2012 nach Erststimme

Wahlkreise und Gewinner 2017 nach Erststimme

Die Liste der Landtagswahlkreise in Nordrhein-Westfalen 2010–2012 enthält alle 128 Wahlkreise, die bei den Landtagswahlen in Nordrhein-Westfalen 2010 und 2012 verwendet wurden.
Gegenüber 2005 wurde die Einteilung der Wahlkreise nur geringfügig verändert. Betroffen sind folgende Städte und Gemeinden:
- Städteregion Aachen: In der Stadt Aachen wird die Grenze der beiden Wahlkreise, die durch den Stadtbezirk Mitte verläuft, neu gezogen. Des Weiteren werden die Wahlkreise Kreis Aachen I und Kreis Aachen II in Aachen III und Aachen IV umbenannt.
- Bonn: Die beiden Wahlkreise werden neu eingeteilt, so dass der Stadtbezirk Beuel nicht mehr durchschnitten wird
- Kerpen: Die Stadt Kerpen im Rhein-Erft-Kreis wird geteilt, da die Einwohnerzahl des Wahlkreises Rhein-Erft-Kreis II zu hoch über dem Durchschnitt lag.
- Rüthen: Die Gemeinde im Kreis Soest bildete bisher einen Wahlkreis mit Gemeinden im Hochsauerlandkreis, jetzt wird sie wieder einem Soester Wahlkreis zugeordnet
- Wuppertal: Die Wahlkreise werden neu abgegrenzt

## Wahlkreise mit Gebietsbeschreibung
| Nr.                         | Wahlkreis                        | Gebiet |
| Regierungsbezirk Köln       | Regierungsbezirk Köln            | Regierungsbezirk Köln |
| --------------------------- | -------------------------------- | --- |
| 1                           | Aachen I                         | Von der Stadt Aachen die Stadtbezirke Mitte (nördl. Teil), Laurensberg, Richterich und Haaren                                                                                          |
| 2                           | Aachen II                        | Von der Stadt Aachen die Stadtbezirke Mitte (südl. Teil), Brand, Eilendorf und Kornelimünster/Walheim                                                                                  |
| 3                           | Aachen III                       | Alsdorf, Baesweiler, Herzogenrath, Würselen |
| 4                           | Aachen IV                        | Eschweiler, Monschau, Roetgen, Simmerath, Stolberg |
| 5                           | Rhein-Erft-Kreis I               | Bedburg, Bergheim, Elsdorf, Pulheim |
| 6                           | Rhein-Erft-Kreis II              | Frechen, Hürth, Kerpen (teilweise) |
| 7                           | Rhein-Erft-Kreis III             | Brühl, Erftstadt, Kerpen (teilweise), Wesseling |
| 8                           | Euskirchen I                     | Bad Münstereifel, Blankenheim, Euskirchen, Kall, Mechernich, Nettersheim, Weilerswist, Zülpich                                                                                         |
| 9                           | Heinsberg I                      | Gangelt, Geilenkirchen, Heinsberg, Selfkant, Übach-Palenberg, Waldfeucht |
| 10                          | Heinsberg II                     | Erkelenz, Hückelhoven, Wassenberg, Wegberg |
| 11                          | Düren I                          | Aldenhoven, Inden, Jülich, Langerwehe, Linnich, Merzenich, Niederzier, Nörvenich, Titz, Vettweiß                                                                                       |
| 12                          | Düren II – Euskirchen II         | Vom Kreis Düren die Gemeinden Düren, Heimbach, Hürtgenwald, Kreuzau und Nideggen, vom Kreis Euskirchen die Gemeinden Dahlem, Hellenthal und Schleiden                                  |
| 13                          | Köln I                           | Stadtbezirk Rodenkirchen, vom Stadtbezirk Innenstadt die Stadtteile Altstadt-Süd und Neustadt-Süd                                                                                      |
| 14                          | Köln II                          | Stadtbezirk Lindenthal |
| 15                          | Köln III                         | Stadtbezirk Ehrenfeld, vom Stadtbezirk Nippes die Stadtteile Nippes und Bilderstöckchen                                                                                                |
| 16                          | Köln IV                          | Stadtbezirk Chorweiler, vom Stadtbezirk Nippes die Stadtteile Mauenheim, Riehl, Niehl, Weidenpesch und Longerich                                                                       |
| 17                          | Köln V                           | Stadtbezirk Porz, vom Stadtbezirk Kalk die Stadtteile Merheim, Brück und Rath/Heumar                                                                                                   |
| 18                          | Köln VI                          | Vom Stadtbezirk Innenstadt die Stadtteile Altstadt-Nord, Neustadt-Nord und Deutz, vom Stadtbezirk Kalk die Stadtteile Humboldt/Gremberg, Kalk, Vingst, Höhenberg, Ostheim und Neubrück |
| 19                          | Köln VII                         | Stadtbezirk Mülheim |
| 20                          | Leverkusen                       | Leverkusen |
| 21                          | Rheinisch-Bergischer Kreis I     | Bergisch Gladbach, Rösrath |
| 22                          | Rheinisch-Bergischer Kreis II    | Burscheid, Kürten, Leichlingen (Rheinland), Odenthal, Overath, Wermelskirchen |
| 23                          | Oberbergischer Kreis I           | Gummersbach, Hückeswagen, Lindlar, Marienheide, Radevormwald, Wipperfürth |
| 24                          | Oberbergischer Kreis II          | Bergneustadt, Engelskirchen, Morsbach, Nümbrecht, Reichshof, Waldbröl, Wiehl |
| 25                          | Rhein-Sieg-Kreis I               | Eitorf, Hennef, Lohmar, Much, Neunkirchen-Seelscheid, Ruppichteroth, Windeck |
| 26                          | Rhein-Sieg-Kreis II              | Bad Honnef, Königswinter, Sankt Augustin |
| 27                          | Rhein-Sieg-Kreis III             | Alfter, Bornheim, Meckenheim, Rheinbach, Swisttal, Wachtberg |
| 28                          | Rhein-Sieg-Kreis IV              | Niederkassel, Siegburg, Troisdorf |
| 29                          | Bonn I                           | Stadtbezirke Bonn (nördl. Teil) und Beuel |
| 30                          | Bonn II                          | Stadtbezirke Bonn (südl. Teil), Hardtberg und Bad Godesberg |
| Regierungsbezirk Düsseldorf |                                  | |
| 31                          | Wuppertal I                      | Stadtbezirke Barmen (teilweise), Heckinghausen, Langerfeld-Beyenburg, Oberbarmen, Ronsdorf                                                                                             |
| 32                          | Wuppertal II                     | Stadtbezirke Barmen (teilweise), Elberfeld (teilweise), Uellendahl-Katernberg |
| 33                          | Wuppertal III – Solingen II      | Von Wuppertal die Stadtbezirke Cronenberg, Elberfeld (teilweise), Elberfeld-West und Vohwinkel, von Solingen der Stadtbezirk Gräfrath                                                  |
| 34                          | Solingen I                       | Solingen ohne den Stadtbezirk Gräfrath |
| 35                          | Remscheid                        | Remscheid |
| 36                          | Mettmann I                       | Hilden (südl. Teil), Langenfeld, Monheim am Rhein |
| 37                          | Mettmann II                      | Erkrath, Haan, Hilden (nördl. Teil), Mettmann (südl. Teil) |
| 38                          | Mettmann III                     | Heiligenhaus, Ratingen |
| 39                          | Mettmann IV                      | Mettmann (nördl. Teil), Velbert, Wülfrath |
| 40                          | Düsseldorf I                     | Stadtbezirke 1, 5 und 6 |
| 41                          | Düsseldorf II                    | Stadtbezirke 2 und 7, vom Stadtbezirk 8 die Stadtteile Eller und Lierenfeld |
| 42                          | Düsseldorf III                   | Stadtbezirke 3 und 4 |
| 43                          | Düsseldorf IV                    | Stadtbezirke 9 und 10, vom Stadtbezirk 8 die Stadtteile Vennhausen und Unterbach |
| 44                          | Rhein-Kreis Neuss I              | Neuss |
| 45                          | Rhein-Kreis Neuss II             | Dormagen, Grevenbroich, Rommerskirchen |
| 46                          | Rhein-Kreis Neuss III            | Jüchen, Kaarst, Korschenbroich, Meerbusch |
| 47                          | Krefeld I                        | Stadtbezirke West, Mitte, Süd, und Fischeln |
| 48                          | Krefeld II                       | Stadtbezirke Nord, Hüls, Oppum-Linn, Ost und Uerdingen |
| 49                          | Mönchengladbach I                | Stadtbezirke Volksgarten, Rheydt-West, Rheydt-Mitte, Odenkirchen, Giesenkirchen und Wickrath (Stand: 21. Oktober 2009)                                                                 |
| 50                          | Mönchengladbach II               | Stadtbezirke Rheindahlen, Hardt, Stadtmitte und Neuwerk (Stand: 21. Oktober 2009) |
| 51                          | Viersen I                        | Schwalmtal, Viersen, Willich |
| 52                          | Viersen II                       | Brüggen, Grefrath, Kempen, Nettetal, Niederkrüchten, Tönisvorst |
| 53                          | Kleve I                          | Geldern, Issum, Kalkar, Kerken, Kevelaer, Rheurdt, Straelen, Uedem, Wachtendonk, Weeze                                                                                                 |
| 54                          | Kleve II                         | Bedburg-Hau, Emmerich, Goch, Kleve, Kranenburg, Rees |
| 55                          | Oberhausen I                     | Stadtbezirke Alt-Oberhausen und Osterfeld |
| 56                          | Oberhausen II – Wesel I          | Von Oberhausen der Stadtbezirk Sterkrade, vom Kreis Wesel die Gemeinde Dinslaken |
| 57                          | Wesel II                         | Alpen, Kamp-Lintfort, Neukirchen-Vluyn (nördl. Teil), Rheinberg, Sonsbeck, Xanten |
| 58                          | Wesel III                        | Hamminkeln, Hünxe, Schermbeck, Voerde, Wesel |
| 59                          | Wesel IV                         | Moers, Neukirchen-Vluyn (südl. Teil) |
| 60                          | Duisburg I                       | Stadtbezirk Süd, vom Stadtbezirk Mitte die Ortsteile Duissern, Neudorf und Wanheimerort                                                                                                |
| 61                          | Duisburg II                      | Stadtbezirk Rheinhausen, vom Stadtbezirk Homberg/Ruhrort/Baerl die Ortsteile Alt-Homberg, Hochheide und Baerl                                                                          |
| 62                          | Duisburg III                     | Stadtbezirk Meiderich-Beeck, vom Stadtbezirk Homberg/Ruhrort/Baerl der Ortsteil Ruhrort, vom Stadtbezirk Mitte die Ortsteile Altstadt, Neuenkamp, Kaßlerfeld, Dellviertel und Hochfeld |
| 63                          | Duisburg IV                      | Stadtbezirke Walsum und Hamborn |
| 64                          | Mülheim I                        | Mülheim an der Ruhr ohne Winkhausen |
| 65                          | Essen I – Mülheim II             | Von Essen die Stadtbezirke IV und V, von Mülheim an der Ruhr der Ortsteil Winkhausen                                                                                                   |
| 66                          | Essen II                         | Vom Stadtbezirk I die Stadtteile Huttrop und Frillendorf, Stadtbezirke VI und VII |
| 67                          | Essen III                        | Vom Stadtbezirk I die Stadtteile Stadtkern, Ostviertel, Nordviertel, Westviertel, Südviertel und Südostviertel, Stadtbezirk III                                                        |
| 68                          | Essen IV                         | Stadtbezirke II, VIII und IX |
| Regierungsbezirk Münster    |                                  | |
| 69                          | Recklinghausen I                 | Recklinghausen |
| 70                          | Recklinghausen II                | Herten, Marl (westl. Teil) |
| 71                          | Recklinghausen III               | Dorsten (südl. Teil), Gladbeck |
| 72                          | Recklinghausen IV                | Datteln (nordwestl. Teil), Dorsten (nördl. Teil), Haltern am See, Marl (östl. Teil), Oer-Erkenschwick                                                                                  |
| 73                          | Recklinghausen V                 | Castrop-Rauxel, Datteln (südöstl. Teil), Waltrop |
| 74                          | Gelsenkirchen I                  | Stadtbezirke Nord, West und Ost |
| 75                          | Gelsenkirchen II                 | Stadtbezirke Mitte und Süd |
| 76                          | Bottrop                          | Bottrop |
| 77                          | Borken I                         | Bocholt, Borken, Isselburg, Rhede |
| 78                          | Borken II                        | Ahaus, Gronau, Heek, Legden, Schöppingen, Stadtlohn, Vreden |
| 79                          | Coesfeld I – Borken III          | Vom Kreis Borken die Gemeinden Gescher, Heiden, Raesfeld, Reken, Südlohn und Velen, vom Kreis Coesfeld die Gemeinden Billerbeck, Coesfeld, Havixbeck und Rosendahl                     |
| 80                          | Coesfeld II                      | Ascheberg, Dülmen, Lüdinghausen, Nordkirchen, Nottuln, Olfen, Senden |
| 81                          | Steinfurt I                      | Altenberge, Greven, Horstmar, Laer, Metelen, Neuenkirchen, Nordwalde, Ochtrup, Steinfurt, Wettringen                                                                                   |
| 82                          | Steinfurt II                     | Emsdetten, Hörstel, Ladbergen, Rheine, Saerbeck |
| 83                          | Steinfurt III                    | Hopsten, Ibbenbüren, Lengerich, Lienen, Lotte, Mettingen, Recke, Tecklenburg, Westerkappeln                                                                                            |
| 84                          | Münster I                        | Stadtbezirke Nord, Ost, West (nördl. Teil) und Mitte (nördl. Teil) |
| 85                          | Münster II                       | Stadtbezirke Süd-Ost, Hiltrup, West (südl. Teil) und Mitte (südl. Teil) |
| 86                          | Warendorf I                      | Beelen, Ennigerloh, Everswinkel, Oelde, Ostbevern, Sassenberg, Telgte, Warendorf |
| 87                          | Warendorf II                     | Ahlen, Beckum, Drensteinfurt, Sendenhorst, Wadersloh |
| Regierungsbezirk Detmold    |                                  | |
| 88                          | Minden-Lübbecke I                | Espelkamp, Hille, Hüllhorst, Lübbecke, Petershagen, Preußisch Oldendorf, Rahden, Stemwede                                                                                              |
| 89                          | Minden-Lübbecke II               | Bad Oeynhausen, Minden, Porta Westfalica |
| 90                          | Herford I                        | Enger, Herford, Hiddenhausen, Vlotho |
| 91                          | Herford II                       | Bünde, Kirchlengern, Löhne, Rödinghausen, Spenge |
| 92                          | Bielefeld I                      | Stadtbezirke Mitte, Schildesche und Gadderbaum |
| 93                          | Bielefeld II                     | Stadtbezirke Heepen, Brackwede, Stieghorst, Sennestadt und Senne |
| 94                          | Gütersloh I – Bielefeld III      | Von Bielefeld die Stadtbezirke Dornberg und Jöllenbeck, vom Kreis Gütersloh die Gemeinden Borgholzhausen, Halle (Westf.), Steinhagen, Versmold und Werther                             |
| 95                          | Gütersloh II                     | Gütersloh, Harsewinkel, Herzebrock-Clarholz |
| 96                          | Gütersloh III                    | Langenberg, Rheda-Wiedenbrück, Rietberg, Schloß Holte-Stukenbrock, Verl |
| 97                          | Lippe I                          | Bad Salzuflen, Lage, Leopoldshöhe, Oerlinghausen |
| 98                          | Lippe II                         | Barntrup, Blomberg, Dörentrup, Extertal, Kalletal, Lemgo, Lügde |
| 99                          | Lippe III                        | Augustdorf, Detmold, Horn-Bad Meinberg, Schieder-Schwalenberg, Schlangen |
| 100                         | Paderborn I                      | Altenbeken, Bad Lippspringe, Bad Wünnenberg, Borchen, Büren, Delbrück, Hövelhof, Lichtenau, Salzkotten                                                                                 |
| 101                         | Paderborn II                     | Paderborn |
| 102                         | Höxter                           | Kreis Höxter |
| Regierungsbezirk Arnsberg   |                                  | |
| 103                         | Hagen I                          | Stadtbezirke Mitte, Nord und Hohenlimburg |
| 104                         | Hagen II – Ennepe-Ruhr-Kreis III | Von Hagen die Stadtbezirke Eilpe/Dahl und Haspe, vom Ennepe-Ruhr-Kreis die Gemeinden Breckerfeld, Ennepetal und Gevelsberg                                                             |
| 105                         | Ennepe-Ruhr-Kreis I              | Hattingen, Schwelm, Sprockhövel, Wetter |
| 106                         | Ennepe-Ruhr-Kreis II             | Herdecke, Witten |
| 107                         | Bochum I                         | Bochum (nordöstl. Teil) |
| 108                         | Bochum II                        | Bochum (südl. Teil) |
| 109                         | Bochum III – Herne II            | Bochum (nordwestl. Teil), von Herne der Stadtbezirk Eickel |
| 110                         | Herne I                          | Stadtbezirke Herne ohne Eickel |
| 111                         | Dortmund I                       | Stadtbezirke Innenstadt-West, Huckarde und Mengede |
| 112                         | Dortmund II                      | Stadtbezirke Innenstadt-Ost, Innenstadt-Nord und Eving |
| 113                         | Dortmund III                     | Stadtbezirke Scharnhorst, Aplerbeck und Brackel |
| 114                         | Dortmund IV                      | Stadtbezirke Hörde, Hombruch und Lütgendortmund |
| 115                         | Unna I                           | Fröndenberg, Holzwickede, Schwerte, Unna |
| 116                         | Unna II                          | Lünen, Selm, Werne |
| 117                         | Unna III – Hamm II               | Vom Kreis Unna die Gemeinden Bergkamen, Bönen und Kamen, von Hamm der Stadtbezirk Herringen                                                                                            |
| 118                         | Hamm I                           | Hamm ohne Herringen |
| 119                         | Soest I                          | Bad Sassendorf, Ense, Lippetal, Möhnesee, Soest, Welver, Werl, Wickede |
| 120                         | Soest II                         | Anröchte, Erwitte, Geseke, Lippstadt, Rüthen, Warstein |
| 121                         | Märkischer Kreis I               | Altena, Iserlohn, Nachrodt-Wiblingwerde, Werdohl |
| 122                         | Märkischer Kreis II              | Balve, Hemer, Menden, Neuenrade, Plettenberg |
| 123                         | Märkischer Kreis III             | Halver, Herscheid, Kierspe, Lüdenscheid, Meinerzhagen, Schalksmühle |
| 124                         | Hochsauerlandkreis I             | Arnsberg, Eslohe, Schmallenberg, Sundern |
| 125                         | Hochsauerlandkreis II            | Bestwig, Brilon, Hallenberg, Marsberg, Medebach, Meschede, Olsberg, Winterberg (Gebietsstand: 31. Oktober 2009)                                                                        |
| 126                         | Siegen-Wittgenstein I            | Burbach, Freudenberg, Neunkirchen, Siegen |
| 127                         | Siegen-Wittgenstein II           | Bad Berleburg, Bad Laasphe, Erndtebrück, Hilchenbach, Kreuztal, Netphen, Wilnsdorf |
| 128                         | Olpe                             | Kreis Olpe |